# Killingen
Killingen ist ein Teilort von Röhlingen, einem Stadtteil von Ellwangen.

## Geschichte
Die Ortschaft wurde um das Jahr 1140 als Cunlingin das erste Mal erwähnt. Im 12. Jahrhundert hatte das Kloster Ellwangen Besitz. Auch die Freiherren von Woellwarth hatten Besitz im Ort. Im 14. und 15. Jahrhundert war der Ort Sitz der Herren von Killingen, die auf Burg Killingen wohnten. Dieses Ortsadelsgeschlecht war verwandt mit den Herren von Röhlingen.